# بارباروس ۱۸۶۰
سیارک ۱۸۶۰ (به انگلیسی: 1860 Barbarossa، نامگذاری:1973SK) هزار و هشتصد و شصتمین سیارک کشف شده‌است که در ۲۸ سپتامبر ۱۹۷۳ کشف شد.
قدر مطلق سیارک برابر ۱۱٫۷۰ است.